# Tomasz Motyka
Tomasz Marek Motyka (Wrocław, 1981. május 8. –) Európa-bajnok, olimpiai ezüstérmes lengyel párbajtőrvívó.